# Beridarebana
Beridarebana (även rännarbana eller rännebana) betecknar en typ av anläggning för hästtävlingar, tornerspel och andra förlustelser. 
Circus Maximus, uppförd i Rom på 500-talet f.Kr. är ett antikt exempel på rännarbana. Den grekiska motsvarigheten kallades hippodrom.
Mest känd i Sverige är troligen Beridarebanan, uppförd i det sedermera Kvarteret Beridarebanan vid Hötorget i Stockholm på 1620-talet. På 1670-talet uppfördes Beridarehuset i Ulriksdals slottspark utanför Stockholm. Nicodemus Tessin d.y. lade 1713 fram en plan för en beridarebana på Helgeandsholmen, vilken dock inte realiserades.